# روبن مامولیان
روبن زاکاری مامولیان ارمنی: Ռուբեն Զաքարի Մամուլյան; (pronounced: roo-BEN ma-mool-YAN) ; انگلیسی: Rouben Mamoulian زاده ۸ اکتبر ۱۸۹۷ – درگذشته ۴ دسامبر ۱۹۸۷) کارگردان سینما و تئاتر ارمنی-آمریکایی بود.

## زندگی
مامولیان در تفلیس گرجستان (در زمان حاکمیت امپراتوری روسیه بر این کشور) در یک خانواده ارمنی به دنیا آمد. مادر وی ویرجینیا (با نام دوشیزگی کالانتاریان) کارگردان تئاتر ارمنی و پدرش زاخاری مامولیان رئیس بانک بودند. مامولیان در سال ۱۹۲۲ به انگلستان نقل مکان نمود و در لندن شروع به کارگردانی نمایش نمود. یک سال بعد برای تدریس در مدرسه موسیقی ایستمن توسط ولادیمیر راسینگ به آمریکا دعوت شد.  در سال ۱۹۳۰ تابعیت ایالات متحده آمریکا را کسب نمود.  مامولیان فعالیت کارگردانی تئاتر برادوی خویش را با تولید اثر شروع کرد که در ۱۰ اکتبر ۱۹۲۷ افتتاح شد. وی از اواخر ۱۹۲۸ تا ۱۹۲۰ بال‌ها بر فراز اروپا را کاگردانی نمود. وی نخستین فیلم سینمایی خویش را در سال ۱۹۲۹ کارگردانی نمود که یکی از نخستین فیلم‌های ناطق می‌باشد. 
وی در تاریخ ۴ دسامبر ۱۹۸۷ در سن ۹۰ سالگی به مرگ طبیعی در بیمارستان در وودلند هیلز، لس آنجلس درگذشت.
زندگینامه مامولیان تحت عنوان اثر دیوید لارسن در سال ۲۰۱۳ توسط انتشارات دانشگاه کنتاکی به چاپ رسید.

## جوایز
در سال ۱۹۸۲ جایزه دستاورد یک عمر را از دریافت نمود. در تاریخ ۸ فوریه ۱۹۶۰ به خاطر مشارکت در صنعت فیلمسازی وی ستاره در پیاده‌روی مشاهیر هالیوود دریافت نمود.
در سال ۱۹۸۱ به تالار مشاهیر تئاتر آمریکا راه یافت.

## فیلم‌شناسی
| سال  | عنوان فارسی           | عنوان انگلیسی            | شرکت تهیه‌کننده     | بازیگران                                                                            | یادداشت‌ها                         |
| ---- | --------------------- | ------------------------ | ------------------ | ----------------------------------------------------------------------------------- | --------------------------------- |
| ۱۹۲۹ | هلهله                 | Applause                 | پارامونت           | هلن مورگن                                                                           |                                   |
| ۱۹۳۱ | خیابان‌های شهر         | City Streets             | پارامونت           | گری کوپر / سیلویا سیدنی                                                             |                                   |
| ۱۹۳۱ | دکتر جکیل و آقای هاید | Dr. Jekyll and Mr. Hyde  | پارامونت           | فردریک مارچ / میریام هاپکینز                                                        |                                   |
| ۱۹۳۲ | امشب عاشقم باش        | Love Me Tonight          | پارامونت           | موریس شوالیه / جانت مک‌دانلد                                                         |                                   |
| ۱۹۳۳ | ملکه کریستینا         | Queen Christina          | ام‌جی‌ام             | گرتا گاربو / جان گیلبرت                                                             |                                   |
| ۱۹۳۳ | غزل غزل‌ها             | The Song of Songs        | پارامونت           | مارلنه دیتریش / برایان اهرن                                                         |                                   |
| ۱۹۳۴ | دوباره زندگی کنیم     | We Live Again            | Samuel Goldwyn Co. | فردریک مارچ / آنا استن                                                              |                                   |
| ۱۹۳۵ | بکی شارپ              | Becky Sharp              | Pioneer Pictures   | میریام هاپکینز                                                                      | نخستین فیلم three-strip تکنی کالر |
| ۱۹۳۶ | نومید خوشدل           | The Gay Desperado        | Pickford-Lasky     | نینو مارتینی / آیدا لوپینو / لئو کریلو                                              |                                   |
| ۱۹۳۷ | دلفریب                | High, Wide, and Handsome | پارامونت           | آیرین دان / راندولف اسکات / چارلز بیکفورد                                           |                                   |
| ۱۹۳۹ | مرد محبوب و موفق      | Golden Boy               | کلمبیا             | باربارا استانویک / ویلیام هولدن                                                     |                                   |
| ۱۹۴۰ | علامت زورو            | The Mark of Zorro        | فاکس قرن بیستم     | تایرون پاور / لیندا دارنل                                                           |                                   |
| ۱۹۴۱ | خون و شن              | Blood and Sand           | فاکس قرن بیستم     | تایرون پاور / لیندا دارنل / ریتا هیورث                                              | فیلم تکنی کالر                    |
| ۱۹۴۲ | حلقه‌های انگشتانش      | Rings on Her Fingers     | فاکس قرن بیستم     | جین تیرنی / هنری فوندا                                                              |                                   |
| ۱۹۴۸ | تعطیلات تابستانی      | Summer Holiday           | ام‌جی‌ام             | میکی رونی / گلوریا دهیون / والتر هیوستون / اگنس مورهد / فرانک مورگان / مریلین مکسول | فیلم تکنی کالر                    |
| ۱۹۵۷ | جوراب ابریشمی         | Silk Stockings           | ام‌جی‌ام             | فرد آستر / سید شریس                                                                 | فیلم Metrocolor                   |

### سایر آثار
| سال  | عنوان فارسی | عنوان انگلیسی  | شرکت تهیه‌کننده     | بازیگران                             | یادداشت‌ها                                                                    |
| ---- | ----------- | -------------- | ------------------ | ------------------------------------ | ---------------------------------------------------------------------------- |
| ۱۹۴۴ |             | لورا           | فاکس قرن بیستم     | جین تیرنی / کلیفتون وب / دانا اندروز | Fired, footage unused                                                        |
| ۱۹۵۲ |             | The Wild Heart | دیوید او سلزنیک    | جنیفر جونز                           | Shot extra scenes for US version of Gone to Earth (GB ۱۹۵۰) / فیلم تکنی کالر |
| ۱۹۵۹ |             | Porgy & Bess   | Samuel Goldwyn Co. | سیدنی پوآتیه / دوروتی دندریج         | Fired, one scene used / فیلم تکنی کالر                                       |
| ۱۹۶۳ |             | کلئوپاترا      | فاکس قرن بیستم     | الیزابت تیلور / ریچارد برتون         | Resigned, footage unused / فیلم رنگی                                         |

## نگارخانه

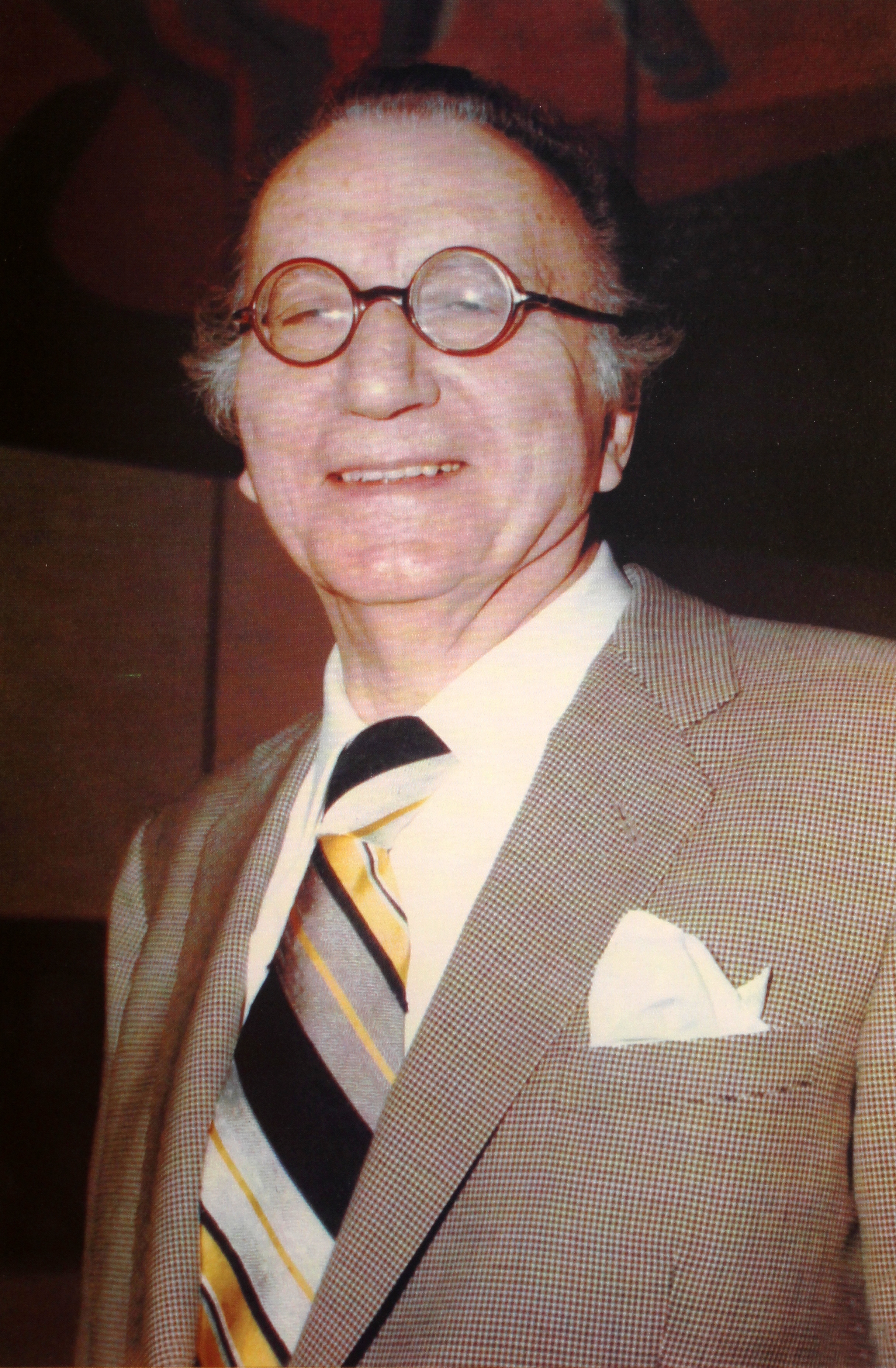
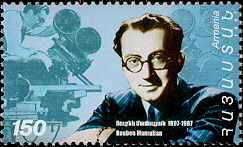
روبن مامولیان بر روی تمبری از ارمنستان (۱۹۹۷)
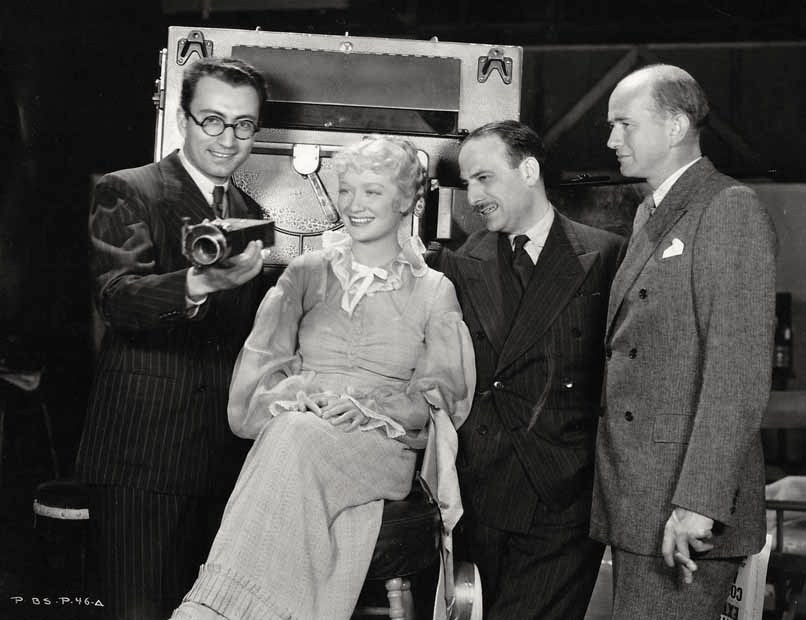
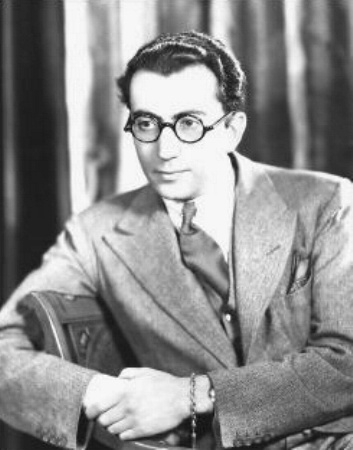
۱۹۳۰